# Église Saint-Cyprien de Dolmayrac
Pour les articles homonymes, voir Église Saint-Cyprien.
L'église Saint-Cyprien est une église catholique, située à Dolmayrac, en France

## Localisation
L'église est située dans le département français de Lot-et-Garonne à Dolmayrac.

## Historique
L'église, construite aux 12e et 13e siècles, est classée au titre des monuments historiques le 24 septembre 1958,.